# Automeris joiceyi
Automeris joiceyi é uma espécie de mariposa do gênero Automeris, da família Saturniidae.